# Bürgerablage

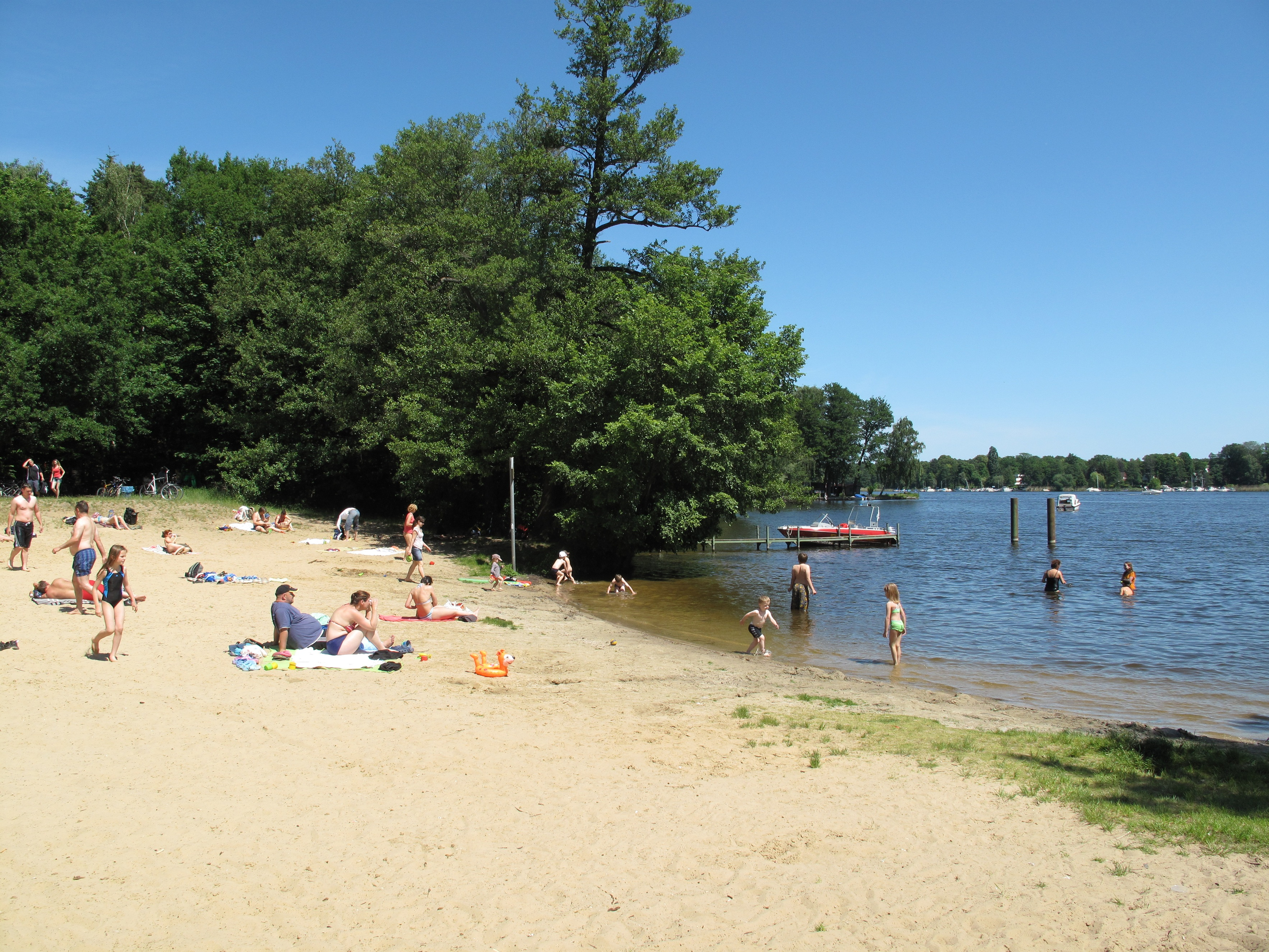
Die Bürgerablage, 2011

Die Bürgerablage ist eine Badestelle im Berliner Ortsteil Hakenfelde des Bezirks Spandau. Der Name stammt von der ehemaligen Ablage an dieser Stelle. Bereits um die Wende zum 20. Jahrhundert erfreute sich die Badestelle an der Havel großer Beliebtheit. Lange Zeit befand sie sich unmittelbar an der Berliner Mauer, wobei der Zuspruch der Badegäste bis heute ungetrübt ist. Von der Landseite ist die Badestelle an der Grenze zu Brandenburg über die Niederneuendorfer Allee zu erreichen. Zudem führt der Havelradweg, der hier Teil des Radfernwegs Berlin–Kopenhagen ist, am Strand vorbei.
An der Badestelle befindet sich eine Wasserrettungsstation der DLRG Berlin. Die Station befindet sich auf der rechten Seite des Sandstrandes direkt am Wasser. Direkt oberhalb des Strands liegt die Gaststätte Jagdhaus an der Bürgerablage.

## Geschichte
Der Bürgermeister Johann Ferdinand Froehner vermerkte 1828 folgendes:

„Die Bürgerablage in der Stadtforst an der Havel belegen, die früher bei Versendung großer Quantitäten Holz, die zu Wasser abgingen, benutzt wurde, seit vielen Jahren aber nicht mehr benutzt worden ist, da eine Absendung großer Quantitäten Holz zu Wasser weder erfolgt ist, noch zu erwarten steht, ist mit teilweise in diesem Jahre mit 4 1⁄2 Wispel Kienäpfel besäet. Es soll bloß ein hinlängst Raum zur Viehtrift nach der Havel liegen bleiben, der andere Teil aber in kommenden Jahren gleichfalls besäet werden.“

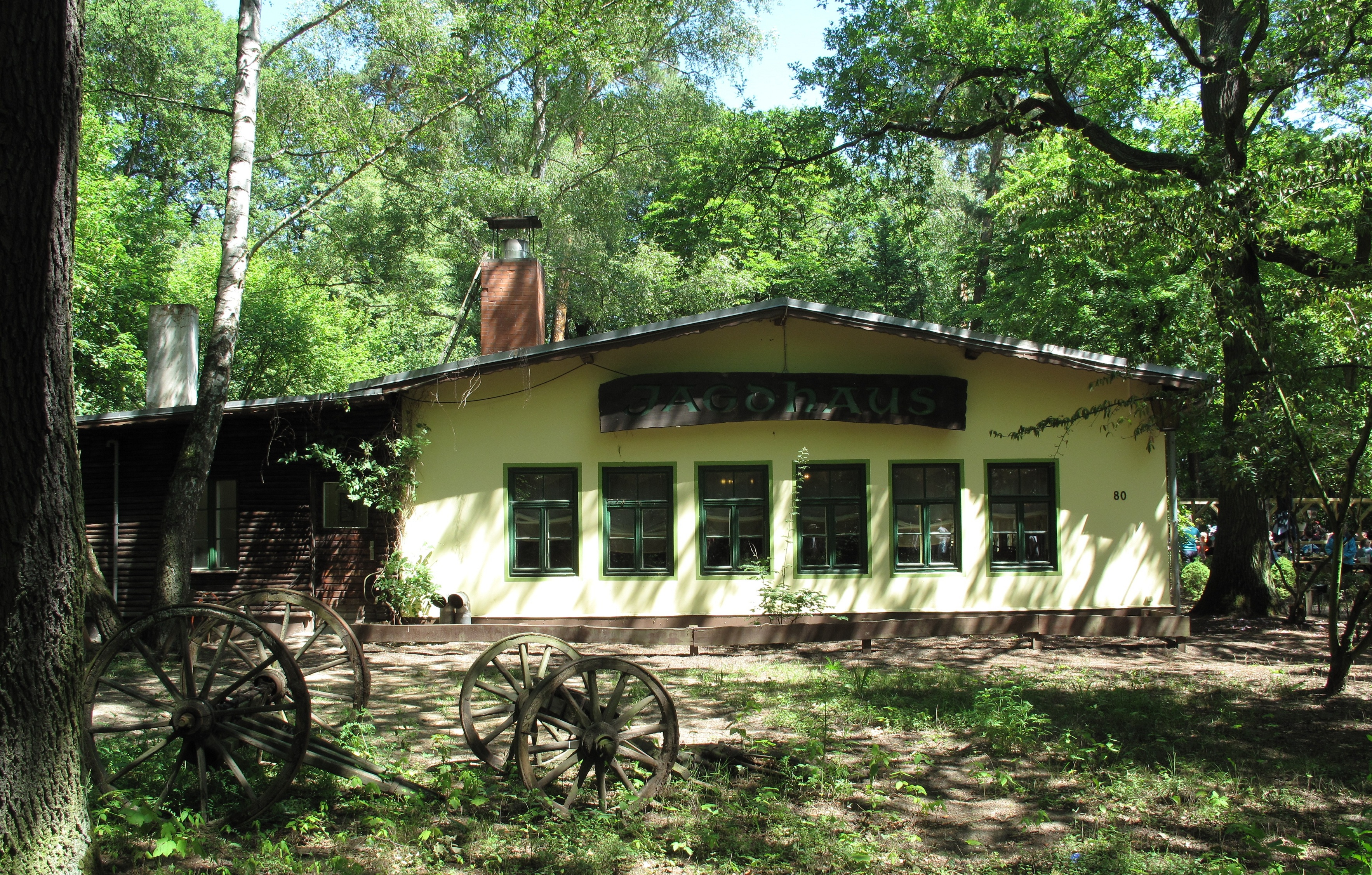
Gaststätte Jagdhaus an der Bürgerablage

Die Bürgerablage wurde also zur Holzablage genutzt. Frisch gefällte Baumstümpfe lagerten hier in Hülle und Fülle. Der Erlös von dem verkauften Holz kam nicht der Kämmerei, sondern der Bürgerkasse zugute. Nachdem der Transport von Baumstämmen nicht mehr über den Wasserweg erfolgt war, lag die Bürgerablage einige Zeit brach. Danach wurde sie erst teilweise, später komplett mit Kiefernzapfen bestreut.
Schon zu früheren Zeiten war die Bürgerablage ein Erholungsort. So heißt es, dass Kronprinz Friedrich Wilhelm, der spätere Kaiser Friedrich III., und seine Frau Victoria häufiger die Bürgerablage zur Erholung aufgesucht haben.
Um das Jahr 1940 befand sich auf der Bürgerablage das Kinderheim Bredden. Wann dieses geschlossen wurde, ist heute nicht mehr bekannt.
Nach dem Mauerbau wurde wieder vereinzelt Holz an der Bürgerablage abgetragen, das per Eisenbahn verschickt wurde. An der Bötzowbahn gab es einen Bahnhof Bürgerablage. Die Bahnstrecke wurde beim Bau der Berliner Mauer unterbrochen und später abgebaut. Seit 1970 wird die Bürgerablage nur noch als öffentliche Erholungs- und Badestelle genutzt.